# گوگل فوتوز
گوگل فوتوز (به انگلیسی: Google Photos) سرویس رایگان اشتراک گذاری عکس شرکت گوگل است که از می ۲۰۱۵ به صورت جدا از گوگل پلاس فعالیت خود را شروع کرد.
Google Photos به کاربران فضای ذخیره‌سازی رایگان و نامحدود عکس با حداکثر کیفیت ۱۶ مگاپیکسل و فیلم با رزولوشن 1080p می‌دهد. این سرویس به‌طور خودکار عکس‌ها را تجزیه و تحلیل می‌کند، ویژگی‌ها و موضوعات مختلف بصری را شناسایی می‌کند. کاربران می‌توانند هر چیزی را در عکس جستجو کنند و این سرویس نتایج حاصل را در سه دسته اصلی افراد، مکان‌ها و چیزها نشان می‌دهد. چشم رایانه ای Google Photos چهره‌ها (نه تنها چهره انسان‌ها، بلکه حیوانات خانگی را نیز می‌شناسد)، چهره‌های مشابه را با هم گروه‌بندی می‌کند (این ویژگی به دلیل قوانین حریم خصوصی فقط در برخی از کشورها در دسترس است). نشانه‌های جغرافیایی (مانند برج ایفل)؛ و موضوعاتی از جمله تولد، ساختمان، حیوانات، غذا و موارد دیگر را شناسایی می‌کند.
وقتی عکس‌ها ارسال می‌شوند یا به اصطلاح گوگل، «به اشتراک گذاشته می‌شوند»، Google Photos به عنوان یک نسخه پشتیبان عمل می‌کند. این فقط یک ابزار پشتیبان‌گیری معمول است که عکس‌ها بین رسانه‌های اجتماعی یا سایر سیستم عامل‌ها یا برنامه‌ها به اشتراک گذاشته می‌شوند.
اشکال مختلف یادگیری ماشینی در سرویس عکس اجازه می‌دهد تا محتوای عکس را شناسایی کنید، به‌طور خودکار آلبوم ایجاد کنید، عکس‌های مشابه را در فیلم‌های سریع متحرک کنید، خاطرات گذشته را در زمان‌های خاص مشاهده کنید و کیفیت عکس‌ها و فیلم‌ها را بهبود ببخشید. در ماه مه ۲۰۱۷، گوگل چندین به روزرسانی در Google Photos را اعلام کرد، از جمله یادآوری و به اشتراک گذاری عکس‌ها، کتابخانه‌های عکس مشترک بین دو کاربر و آلبوم‌های فیزیکی، و همچنین گوگل فوتوز به‌طور خودکار مجموعه‌هایی را براساس چهره، مکان، سفر یا سایر تمایزها پیشنهاد می‌دهند.
گوگل فوتوز پس از جدا شدن از گوگل پلاس در سال ۲۰۱۵ مورد تحسین منتقدان قرار گرفت. بازرسان سرویس به روز شده Photos را به دلیل فناوری شناسایی، جستجو، برنامه‌ها و زمان بارگذاری آن دوست داشتند. با این وجود، نگرانی‌های مربوط به حریم خصوصی، از جمله انگیزه Google برای ساخت این سرویس و همچنین ارتباط آن با دولت‌ها و قوانین احتمالی که گوگل را ملزم به تحویل کل سابقه عکس کاربر می‌کند، مطرح شد. Google Photos از پذیرش کاربر زیادی برخوردار است. پس از پنج ماه، ۱۰۰ میلیون کاربر، پس از یک سال ۲۰۰ میلیون و تا پایان ماه مه ۲۰۱۷ ۵۰۰ میلیون نفر تصاویرشان را در گوگل فوتوز بارگذاری می‌کردند. طبق اعلام گوگل هر روز بیش از ۱٫۲ میلیارد عکس در این سرویس بارگذاری می‌شود، و مجموع محتوای بارگذاری شده بیش از ۱۳٫۷ پتابایت است. برای مقایسه، این موضوع را تصور کنید که در پایان سال ۲۰۱۷، کل بایگانی اینترنت تقریباً ۴۰ پتابایت داشت. در سال ۲۰۱۹، گوگل فوتوز به مرز ۱ میلیارد کاربر رسید.

## تاریخچه
گوگل فوتوز جانشین مستقل ویژگیهای عکس است که قبلاً در گوگل پلاس، شبکه اجتماعی شرکت جاسازی شده بود. گوگل این شبکه اجتماعی را برای رقابت با فیس بوک راه‌اندازی کرد، اما این سرویس هرگز به این محبوبیت نرسید و فیس بوک به عنوان وب سایت مورد علاقه اینترنت برای شبکه‌های اجتماعی و اشتراک عکس باقی ماند. با این وجود گوگل پلاس، ابزار ذخیره‌سازی عکس و سازمانی را ارائه داد که از قدرت فیس بوک پیشی می‌گرفت، اگرچه گوگل پلاس برای استفاده از آن از پایگاه کاربر برخوردار نبود. سرویس Photos با ترک وابستگی به شبکه اجتماعی، ارتباط خود را از یک بستر اشتراک گذاری به یک بستر کتابخانه خصوصی تغییر داد.
در ۱۲ فوریه ۲۰۱۶، گوگل اعلام کرد که برنامه دسکتاپ Picasa در ۱۵ مارس ۲۰۱۶ متوقف می‌شود و به دنبال آن سرویس آلبوم‌های وب Picasa در اول ماه مه ۲۰۱۶ بسته می‌شود. گوگل دلیل اصلی بازنشستگی Picasa را این اعلام کرد می‌خواست تلاش خود را «کاملاً روی یک سرویس عکس واحد» متمرکز کند. کراس پلت فرمِ مبتنی بر وبِ گوگل فوتوز.

## فضای ذخیره‌سازی
گوگل فوتوز دارای سه تنظیم فضای ذخیره‌سازی است: «کیفیت بالا»، «کیفیت اصلی» و «کیفیت سریع» است. کیفیت بالا شامل فضای ذخیره‌سازی نامحدود عکس و فیلم برای عکس‌های حداکثر ۱۶ مگاپیکسل و فیلم‌ها با رزولوشن 1080p (حداکثر رزولوشن برای کاربران متوسط تلفن‌های هوشمند در سال ۲۰۱۵) است. کیفیت اصلی وضوح و کیفیت اصلی عکس‌ها و فیلم‌ها را حفظ می‌کند، اما از مقدار ذخیره‌سازی در حساب گوگل کاربران استفاده می‌کند.
برای تلفن‌های Google Pixel 1-3، گوگل فوتوز فضای ذخیره‌سازی نامحدود با «کیفیت اصلی» را به صورت رایگان ارائه می‌دهد. گوشی‌های پیکسل اصلی محدودیتی در این پیشنهاد نداشتند، در حالی که Pixel 2 و ۳ فقط فضای ذخیره‌سازی نامحدود با «کیفیت اصلی» را برای عکس‌ها و فیلم‌های گرفته شده به ترتیب قبل از ۱۶ ژانویه ۲۰۲۱ و ۳۱ ژانویه ۲۰۲۲ ارائه می‌دهند و عکس‌ها و فیلم‌های گرفته شده پس از آن با «کیفیت بالا» بارگذاری می‌شوند. Pixel 3a و به نسخه‌های بعدی فضای ذخیره‌سازی نامحدود با «کیفیت اصلی» را ارائه نمی‌دهند، در حالی که Pixel 4 به جای آن به اعضای جدید برای ۳ ماه برنامه ۱۰۰ گیگابایتی نسخه آزمایشی ارائه می‌دهد.

## بروزرسانی‌ها
در دسامبر ۲۰۱۵، گوگل آلبوم‌های مشترک را به گوگل فوتوز اضافه کرد. کاربران عکس‌ها و فیلم‌ها را در یک آلبوم جمع می‌کنند و سپس آلبوم را با سایر کاربران گوگل فوتوز به اشتراک می‌گذارند. گیرنده «می‌تواند برای افزودن عکس‌ها و فیلم‌های خود بپیوندد و همچنین هنگام اضافه شدن عکس‌های جدید، اعلان دریافت کند». همچنین کاربران می‌توانند عکس‌ها و فیلم‌ها را از آلبوم‌های مشترک ذخیره کنند تا آنها را به مجموعه خصوصی خود اضافه کنند.برخلاف سرویس عکس بومی در سیستم عامل اپل، گوگل فوتوز به اشتراک گذاری وضوح کامل در سیستم عامل‌های Android و iOS و بین این دو اجازه می‌دهد.
در ژوئن ۲۰۱۶، گوگل، گوگل فوتوز را به روز کرد تا شامل آلبوم‌های ایجاد شده به صورت خودکار شود. پس از یک رویداد یا سفر، Photos بهترین عکس‌ها را با هم یک گروه می‌کند و پیشنهاد می‌کند یک آلبوم با آن‌ها، در کنار نقشه‌ها، برای نشان دادن سفرهای جغرافیایی و پین‌های مکان برای مکان‌های دقیق، با آنها ایجاد کنید. کاربران همچنین می‌توانند برای توصیف عکس، زیرنویس‌های متنی اضافه کنند. [۱۷] [۱۸] در ماه اکتبر، گوگل چندین به روزرسانی قابل توجه را اعلام کرد. گوگل فوتوز اکنون خاطرات قدیمی را با افرادی که در عکس‌های اخیر کاربران مشخص شده‌اند نشان می‌دهد. هنگامی که کاربر اخیراً تصاویر زیادی از یک موضوع خاص گرفته‌است، گاهی اوقات بهترین عکس‌ها را برجسته می‌کند. اکنون از فیلم‌ها و همچنین عکس‌ها انیمیشن می‌سازد (انیمیشن‌های عکس از ابتدا وجود داشته‌است)، به یاد ماندنی‌ترین لحظات را در فیلم‌ها به نمایش می‌گذارد؛ و اکنون همه عکس‌های کناری را پیدا می‌کند و به کاربر کمک می‌کند تا آنها را به راحتی به حالت عادی برگرداند. برای همه این ویژگی‌ها، یادگیری ماشینی Google touts کار می‌کند، بدون اینکه نیازی به تعامل کاربر باشد.
در ماه نوامبر، گوگل یک برنامه جداگانه - PhotoScan - برای اسکن عکس‌های چاپ شده در این سرویس برای کاربران منتشر کرد. این برنامه که برای iOS و Android منتشر شده‌است، از یک فرایند اسکن استفاده می‌کند که در آن کاربران باید دوربین خود را بیش از چهار نقطه قرار دهند که روی تصویر چاپی همپوشانی دارد، بنابراین نرم‌افزار می‌تواند عکس‌ها را برای یک تصویر دیجیتالی با وضوح بالا با کمترین نقص ممکن ترکیب کند. در اواخر همان ماه، گوگل یک ویژگی کشویی "Deep blue" اضافه کرد که به کاربران امکان تغییر رنگ و اشباع آسمان را می‌دهد، بدون کاهش کیفیت تصویر یا تغییر سهوی رنگ سایر اشیا یا عناصر در عکس‌ها.
در فوریه ۲۰۱۷، گوگل برگه «آلبوم‌ها» را در برنامه Android به روز کرد تا شامل سه بخش جداگانه باشد. یکی برای دوربین گوشی، با نماهای مختلف برای گزینه‌های مرتب‌سازی (مانند افراد یا مکان)؛ دیگری برای عکس‌های گرفته شده در داخل برنامه‌های دیگر و سومی برای آلبوم‌های عکس واقعی.
در ماه مارس، گوگل ویژگی تعادل رنگ سفید خودکار را به سرویس اضافه کرد. برنامه و وب سایت اندروید اولین کسانی بودند که این ویژگی را دریافت کردند و بعداً در برنامه iOS نیز راه اندازی شد.
بعداً در ماه مارس، به روزرسانی‌های این سرویس امکان بارگذاری عکس‌ها با کیفیت «پیش نمایش سبک» را برای مشاهده فوری در شبکه‌های همراه کم سرعت قبل از بارگذاری با کیفیت بالاتر با Wi-Fi سریعتر فراهم می‌کند. این ویژگی همچنین به اشتراک گذاری عکس‌ها گسترش می‌یابد که در آن تصویر با وضوح پایین قبل از به روزرسانی با نسخه با کیفیت بالاتر ارسال می‌شود. در آوریل، گوگل تثبیت کننده ویدیو را اضافه کرد. این ویژگی یک فیلم تکراری ایجاد می‌کند تا از رونویسی کلیپ اصلی جلوگیری کند.
در ماه مه ۲۰۱۷، گوگل چندین مورد به روزرسانی در گوگل فوتوز را اعلام کرد. "اشتراک پیشنهادی" به کاربران یادآوری می‌کند که عکس‌های گرفته شده را پس از ثبت به اشتراک بگذارند، و همچنین عکس‌ها را بر اساس چهره گروه‌بندی می‌کند و گیرندگان را بر اساس تشخیص چهره پیشنهاد می‌دهد. "کتابخانه‌های مشترک" به دو کاربر اجازه می‌دهد یک مخزن مرکزی برای همه عکس‌ها یا دسته‌های خاص تصاویر به اشتراک بگذارند. "Photo Books" مجموعه ای فیزیکی از عکس‌ها است که به صورت آلبوم‌هایی با جلد نرم یا جلد سخت ارائه می‌شود و عکس‌ها به‌طور خودکار مجموعه‌هایی را براساس چهره، مکان، سفر یا سایر تمایزها پیشنهاد می‌دهند. در اواخر ماه، گوگل یک ویژگی «بایگانی» را ارائه داد که به کاربران امکان می‌دهد عکس‌ها را از نمای اصلی جدول زمانی بدون حذف آنها پنهان کنند. محتوای بایگانی شده هنوز در آلبوم‌های مربوط به آن و در جستجو ظاهر می‌شود. در ماه ژوئن، ویژگی‌های جدید اشتراک گذاری اعلام شده در ماه مه در دسترس کاربران قرار گرفت.
در دسامبر ۲۰۱۸، گوگل تعداد عکس‌ها و فیلم‌هایی را که کاربران می‌توانند در یک آلبوم زنده Google Photos خصوصی ذخیره کنند، دو برابر کرد. این تعداد از ۱۰۰۰۰ به ۲۰۰۰۰ عکس افزایش یافته‌است که معادل ظرفیت آلبوم‌های مشترک است.
در سپتامبر ۲۰۱۹، گوگل فوتوز قرار بود یک ویژگی رسانه اجتماعی به نام "Memories" را معرفی کند که مشابه Stories در اینستاگرام و فیس بوک است. Memories به جای ضبط لحظه فعلی، عکس‌های گذشته را برجسته می‌کند تا به کاربران خود احساس نوستالژیک دهد.
در ژوئن ۲۰۲۰، گوگل فوتوز یک آرم ساده و جدید را در برنامه تلفن همراه ارائه داد.

## نظرات و انتقادها
در زمان انتشار گوگل فوتوز در مه ۲۰۱۵، نظردهندگان نوشتند که این سرویس در بین بهترین خدمات در نوع خود است. والت ماسبرگ از Recode، برخلاف رقابت آمازون (آمازون درایو)، اپل (iCloud)، دراپ باکس و مایکروسافت (وان درایو)، این سرویس را بهترین در ذخیره‌سازی عکس ابر اعلام کرد. Jacob Kastrenakes از روزنامه The Verge نوشت که این انتشار باعث شد که گوگل به یک رقیب اصلی در بازار ذخیره‌سازی عکس تبدیل شود و ساختار قیمت گذاری آن ایده پرداخت و هزینه ذخیره‌سازی عکس را منسوخ کرد. سارا میتروف و لین لا از CNET نوشتند که برنامه‌های تلفن و تبلت این سرویس به ویژه خوب هستند و گوگل فوتوز دارای طراحی ساده‌تری نسبت به Flickr یاهو و امکانات سازماندهی بیشتری نسبت به سرویس عکس iCloud اپل است.